# Церква Святого Духа (Львів)
Церква Святого Духа — зруйнований храм у Львові.

## Історія
На місці церкви існував монастир домініканок і костел святої Катерини Сієнської. Монастир закладено у 1627 році на Галицькому передмісті при Сокільницькій дорозі (нинішня вул. Коперника).
1729 року коштом княгині Теофілі Вишневецької з Лещинських, дружини Януша Антонія Вишневецького, спорудили костел і жіночий монастир римо-католицького ордену домініканок. Фундаторка потім стала тут черницею.
Будова тривала до 1750-х років. Тоді за проєктом Мартина Урбаніка збудували барокову дзвіницю.
Під час касаційних реформ австрійського уряду кінця XVIII століття, а саме 1783 року монастир домініканок закрили, а діяльність самого ордену скасовано. Того ж року монастирські споруди передали в користування греко-католицькій громаді міста, де згодом відкрили духовну семінарію. У семінарії навчався Маркіян Шашкевич та багато інших українських письменників та громадських діячів. Костел переосвятили на церкву Святого Духа.
Храм був однонавний, з напівкруглою апсидою.
Головний вхід до храму був із боку теперішньої вулиці Коперника. Церква мала вежу в стилі бароко. Наприкінці XIX століття домініканський монастир перебудували, але храм залишили без змін, лише встановили іконостас, крилоси та казальницю. У церкві Святого Духа були пам'ятки з Манявського Скиту.
У 1933 році архітектор Володимир Січинський виконав обміри церкви Святого Духа. На прохання ректора Духовної Академії Йосифа Сліпого у 1938 році відомий український археолог Ярослав Пастернак обстежив крипту під церквою. Напередодні початку другої світової війни на прохання Йосифа Сліпого академічну каплицю храму в традиціях української іконографії розмалював Петро Холодний.
15 вересня 1939 року церкву Святого Духа разом із бібліотекою Богословської академії, а також із приміщенням Богословського Наукового Товариства зруйнувала німецька бомба під час бомбардування міста. Від комплексу вціліла лише дзвіниця. Будинок відновили, проте церква так і залишилася в проєкті відбудови, який 1942 року розробив архітектор Євген Нагірний.

## Сучасність

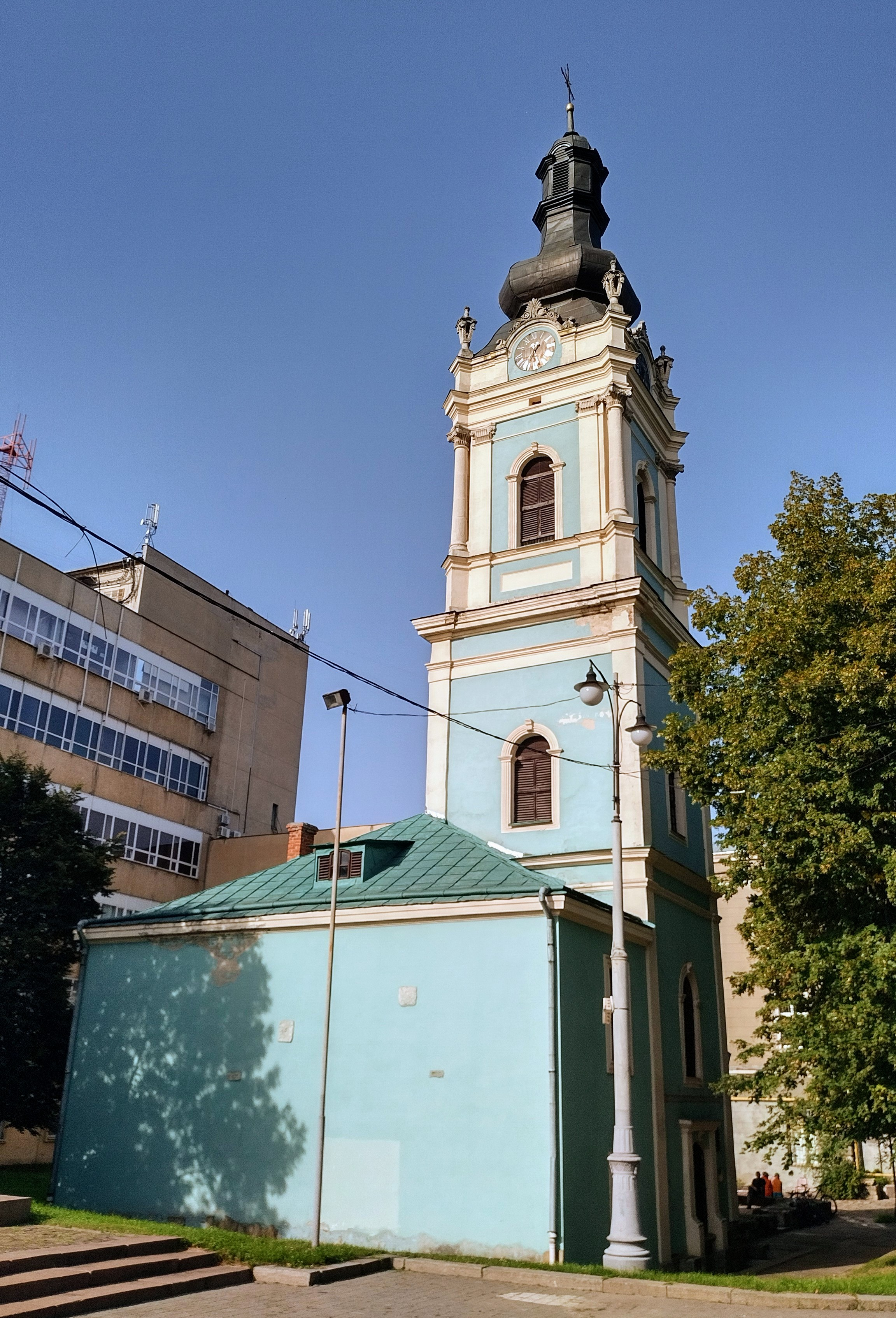
Дзвіниця церкви Святого Духа, де розташований музей «Русалки Дністрової»

У середині 1980-х років проведено трасування церкви та прилеглих до неї будівель.
1987 року до споруди прибудували музейні приміщення і розмістили музей книги «Русалка Дністровая». За музеєм, на невеликій площі встановили пам'ятник з бронзи засновникові «Русалки Дністрової» Маркіянові Шашкевичу..
Постановою Всеукраїнського фонду відтворення видатних пам'яток історико-архітектурного надбання імені Олеся Гончара від 4 лютого 2002 року цей об'єкт занесено до Державної програми відтворення пам'яток України. На території давнього храму двічі — у 1999 та 2006 роках — вели археологічний нагляд за будівельними роботами. 23 листопада 2007 року міський голова видав розпорядження «Про проектування та відтворення Церкви Святого Духа на вулиці Коперника, 36 релігійною громадою». 2008 року здійснені перші археологічні дослідження пам'ятки. Розробка проєктної документації фінансувалася Всеукраїнським фондом відтворення видатних пам'яток імені Олеся Гончара. Документи розробляв інститут «Укрзахідпроектреставрація». У 2011 році дзвіницю церкви і приміщення музею відреставрували.
Після завершення перемовин з мистецьким середовищем УГКЦ оприлюднить детальніший проєкт розвитку простору на вул. Коперника, 36. Планують, що в майбутньому можна буде відбудувати зруйновану під час війни будівлю церкви Святого Духа.